# Радянські патріоти (фільм)
«Радянські патріоти» — радянський пригодницько-шпигунський художній фільм 1939 року, знятий режисером Григорієм Ломідзе на Ашхабадській кіностудії.

## Сюжет
Фільм оповідає про боротьбу радянських прикордонників і колгоспників проти диверсантів (Туркменія, 1930-ті роки).

## У ролях
- Степан Крилов — боєць Охрименко
- Леонід Бєлогорцев — лейтенант Мажаєв
- Віктор Воробйов — боєць Гаркуша
- Алти Карлієв — Кельхан
- Куллук Ходжаєв — Ширматбек
- Ашир Міляєв — Чари, голова колгоспу
- Н. Єршова — Сона, лаборантка
- Михайло Вікторов — боєць Ягмур
- Іван Бобров — перукар

## Знімальна група
- Режисер — Григорій Ломідзе
- Сценарист — Микола Рожков
- Оператори — Олексій Солодков, Джаваншир Мамедов
- Композитор — Юрій Нікольський
- Художник — Валентина Хмельова